# Elmira Chahtakhtinskaïa
Elmira Chakhtakhtinskaïa (azéri : Elmira Həbibulla qızı Şahtaxtinskaya), née le 25 octobre 1930 à Bakou et morte le 13 octobre 1996 à Moscou, est une artiste peintre azérie.

## Biographie
Elmira Chahtakhtinskaïa est diplômée du département graphique de l'Institut national des arts de Moscou. Elle retourne à Bakou et commence son activité artistique indépendante.

## Œuvre
Elmira Chahtakhtinskaïa travaille principalement dans le domaine des arts graphiques. Elle est l'auteur d'intéressants dessins d'affiches et de bancs, ainsi que d'une série de peintures à l'aquarelle et à la gouache.